# Юрівська волость (Київський повіт)
Юрівська волость — адміністративно-територіальна одиниця Київського повіту Київської губернії. Невдовзі після утворення волость було ліквідовано, поселення увійшли до складу Макарівської (Великий Карашин, Людвинівка, Фасова, Юрів) та Бишівської волостей (Вульшка, Грузька, Козичанка, Паулинівка, Старицьке, Юрівка).
Станом на 1886 рік складалася з 17 поселень, 17 сільських громад. Населення — 8392 особи (3831 чоловічої статі та 4561 — жіночої), 828 дворових господарства.
|                     | Площа, десятин | У тому числі орної, дес. |
| ------------------- | -------------- | ------------------------ |
| Сільських громад    | 9836           | 7374                     |
| Приватної власності | 11943          | 6030                     |
| Казенної власності  | 4              | —                        |
| Іншої власності     | 231            | 194                      |
| Загалом             | 22014          | 13598                    |

Основні поселення волості:
- Юрів — колишнє власницьке село при річці Здвиж, 323 особи, 32 двори, волосне правління, трактир, постоялий двір, лавка, водяний млин, винокуренний завод. За 2 версти поштова станція.
- Великий Карашин — колишнє власницьке село при річці Здвиж, 577 осіб, 63 двори, православна церква, постоялий двір, водяний млин.
- Вульшка — колишнє власницьке село, 454 особи, 49 дворів, православна церква, школа, постоялий двір, водяний млин.
- Грузька — колишнє власницьке село, 1562 особи, 153 двори, православна церква, школа, постоялий двір, лавка, водяний млин, крупорушка, винокуренний завод.
- Козичанка — колишнє власницьке село при річці Сивка, 868 осіб, 102 двори, православна церква, школа, постоялий двір, 2 водяні млини.
- Людвинівка — колишнє власницьке село, 593 особи, 54 двори, постоялий двір, водяний млин, вітряк.
- Паулинівка — німецька колонія, 89 осіб, 10 дворів, лютеранський молитовний будинок.
- Старицьке — німецька колонія, 176 осіб, 21 двір, лютеранський молитовний будинок.
- Фасова — колишнє власницьке село, 442 особи, 116 дворів, православна церква, школа, постоялий двір, лавка, крупорушка.
- Юрівка — колишнє власницьке село при річці Очеретянка, 442 особи, 50 дворів, православна церква, постоялий двір.